# Nowy Czas (Białoruś)
Nowy Czas (biał. Новы Час) – białoruski tygodnik o tematyce społeczno-polityczno-historycznej założony w 2002 roku. Założyciel – Towarzystwo Języka Białoruskiego im. Franciszka Skaryny. Nakład gazety składa 3000 egzemplarzy. Redaktor naczelny – Aksana Kolb (od 2015 r.). Od 28 października 2021 r. nazwa domeny Nowy Czas novychas.by nie może być otwarta na Białorusi i w innych krajach świata. W wyniku zablokowania strony dziennikarze musieli zrobić nową: novychas.online.
W styczniu 2024 roku wyszło na jaw, że strona internetowa i strony internetowe Nowego Chasu zostały wpisane na listę materiałów ekstremistycznych na Białorusi. Wcześniej w 2023 roku kanał Telegram tej gazety, jej grupa Odnoklassniki strona na Instagramie i konto TikTok zostały uznane za ekstremistyczne.

## Nagrody
W 2009 gazeta otrzymała nagrodę imienia Gerda Bucerius „Wolna prasa Europy Wschodniej” (Gerd Bucerius-Förderpreis Freie Presse Osteuropas) w wysokości 30 000 euro. Nominowany gazetę na nagrodę: minister Spraw Zagranicznych Niemiec Gernot Erler, Białoruskie Stowarzyszenie Dziennikarzy, Związek Białoruskich Pisarzy i Białoruska Informacyjna Agencja BiełaPAN. Ceremonia wręczenia nagrody odbyła się w stolicy Norwegii Oslo w Instytucie Noblowskim.
Redaktor naczelny gazety Aleksy Korol został zwycięzcą międzynarodowego konkursu dziennikarzy imienia Najta (Knight International Journalism Award) za 2008 rok, co przeprowadza się Międzynarodowym Centrum dla Dziennikarzy (ICFJ).

## Redaktorzy naczelni
- Aleksy Korol (2010–2015).
- Aksana Kolb (od 2015).